# 孔祥瑞
孔祥瑞（1955年—），天津市人，现任天津港煤码头公司孔祥瑞操作队党支部书记。后被评为“全国劳动模范”。

## 荣誉
- 全国“五一”劳动奖章
- 中华技能大奖
- 全国劳动模范
- 全国优秀共产党员等奖项和荣誉称号
- 2006年当选感动中国年度人物
- 2007年当选党的十七大代表
- 2008年担任北京奥运会火炬传递天津地区首棒火炬手